# Sofi Löfstedt
Sofi Löfstedt, gift Klang, född 31 januari 1980 i Örnäsets församling i Luleå, är en svensk politiker (mp). Hon var Grön ungdoms språkrör mellan 1999 och 2001. Mellan 2005 och 2011 arbetade hon på Miljöpartiets partikansli med bland annat den interna tidningen Grönt. Hon har därefter arbetat som konsult på pr-byrån Westander, varit samhällspolitisk chef på Lärarförbundet och sedan 2017 är hon kommunikationschef på Kunskapsskolan.